# Juan del Encina
Juan del Encina, född 1468, död omkring 1534, var en spansk författare.

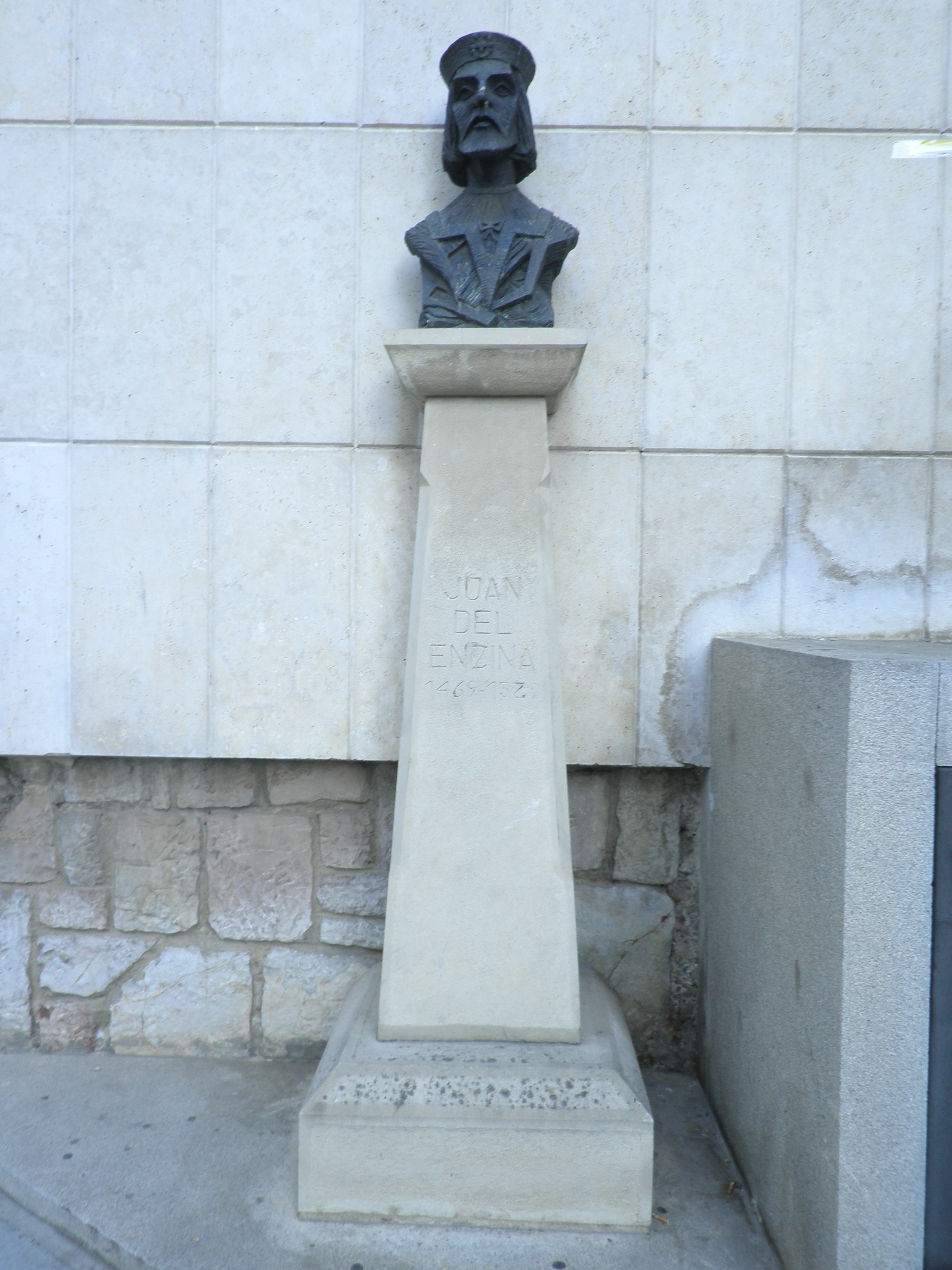
Juan del Encina

Encinas talanger som poet och musiker förskaffade honom anställning hos hertigen av Alba och sedermera vid påvliga hovet i Rom, där han kom att framleva en längre period av sitt liv. 1496 utgav Encina en "Cancionero", innehållande andliga sånger, översättningar av vergilianska ekloger, kärlekdikter, en dikt om Granadas erövring och dramatiska stycken kallade églogas, där gestalterna i dikterna var herdar och herdinnor. Senare upplagor av Encinas "Cancionero" innehöll ytterligare några dikter i samma stil. Därutöver utgav Encina även ett par dramer separat. Juan del Encina har kallats "det spanska dramats fader".